# Ovaia
L'ovaia, anche detta ovaio o ovario (plurale ovaie), è la gonade femminile consistente in una ghiandola pari, simmetrica, situata a fianco dell'utero.

## Le ovaie

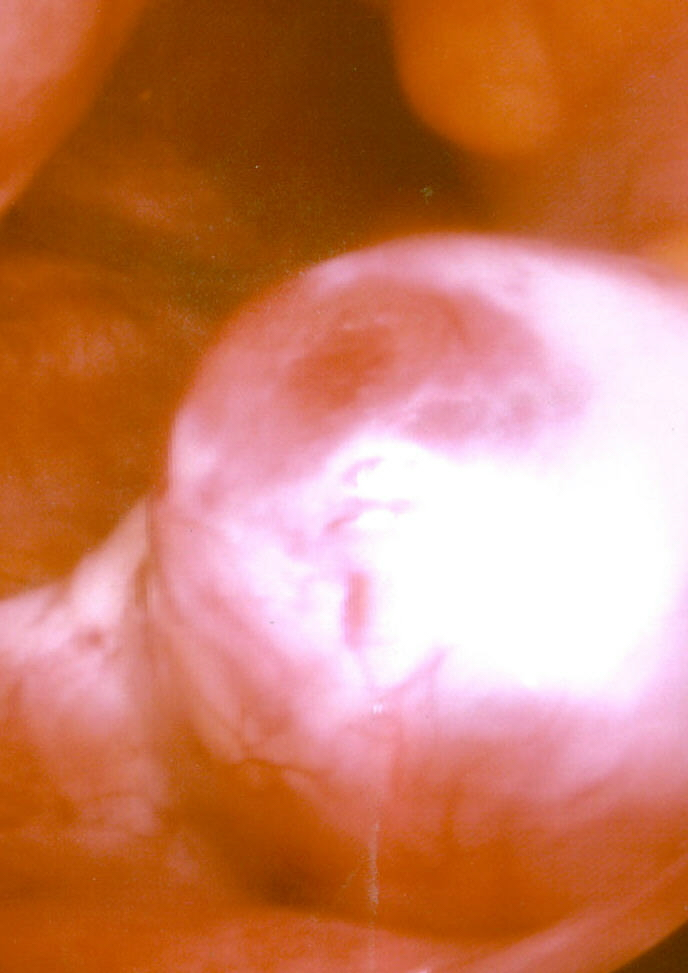
Un'ovaia sul punto di rilasciare un uovo

L'ovaia è organo pieno nei mammiferi, è pari e simmetrico e ha la forma e la grandezza di una grossa mandorla.
È situato ai lati dell'utero, in prossimità delle pareti laterali della pelvi femminile.
Le ovaie sono importanti sia dal punto di vista riproduttivo, in quanto producono le cellule germinali femminili o ovociti, sia dal punto di vista endocrinologico, in quanto secernono ormoni.
L'ovario è rivestito esternamente da un epitelio superficiale, il quale è fragile e sottile ma ha un'elevata capacità rigenerativa, utile in seguito alla deiscenza del follicolo; questo epitelio poggia su uno strato connettivale denso detto falsa albuginea che delimita il parenchima dell'organo.
Quest'ultimo è formato da una zona corticale periferica e da una midollare centrale. La zona corticale è caratterizzata dalla presenza di follicoli oofori in vari stadi di maturazione, e sono immersi in uno stroma di tessuto connettivo ricco di cellule fusate che partecipano alle modificazioni dei follicoli durante il ciclo ovarico. I follicoli oofori si distinguono in: primordiali, primari, secondari, vescicolosi, maturi e atresici. La zona midollare si trova al centro dell'organo ed è costituita da tessuto connettivo lasso. Ha un aspetto spugnoso di colore rosso, per la presenza di numerosi vasi che l'attraversano, i quali formano una sorta di tessuto erettile che riempiendosi di sangue facilita lo scoppio dei follicoli. La midollare raggiunge la superficie solo in corrispondenza dell'ilo.
L'ovario ha una duplice irrorazione:
- Arteria ovarica: che origina dall'aorta discendente in prossimità della seconda vertebra lombare.
- Rami ovarici dell'arteria uterina.

Le vene ovariche sono riunite in un plesso pampiniforme che a destra si scarica nella vena cava inferiore, a sinistra raggiunge la vena renale. L'innervazione è costituita prevalentemente da fibre simpatiche, tuttavia sono presenti anche fibre parasimpatiche e sensitive.

## Patologie dell'ovaio
- Anomalie congenite
- Alterazioni funzionali
- Micropolicistosi
- Cisti ovariche
- Tumori maligni
- Endometriosi